# Mistrzostwa Świata w Kolarstwie Górskim 2022
33. Mistrzostwa świata w kolarstwie górskim – zawody sportowe w kolarstwie górskim, które odbyły się w dniach 24−28 sierpnia 2022 roku we francuskiej miejscowości Les Gets. 

## Medaliści
| Konkurencja:          | Złoto: | Srebro:                                                                                                  | Brąz: | Źródło |
| Cross-country         | | | |        |
| mężczyźni olympic     | Nino Schurter                                                                                                   | David Valero                                                                                             | Luca Braidot | [ 1 ]  |
| kobiety olympic       | Pauline Ferrand-Prévot                                                                                          | Jolanda Neff                                                                                             | Haley Batten | [ 2 ]  |
| mężczyźni short track | Sam Gaze | Filippo Colombo                                                                                          | Thomas Litscher | [ 3 ]  |
| kobiety short track   | Pauline Ferrand-Prévot                                                                                          | Alessandra Keller                                                                                        | Gwendalyn Gibson | [ 4 ]  |
| mężczyźni E-MTB       | Jérôme Gilloux                                                                                                  | Hugo Pigeon                                                                                              | Joris Ryf | [ 5 ]  |
| kobiety E-MTB         | Nicole Göldi | Justine Tonso                                                                                            | Nathalie Schneitter                                                                                                 | [ 6 ]  |
| sztafeta mieszana     | Szwajcaria · Dario Lillo · Khalid Sidahmed · Ramona Forchini · Ronja Blochlinger · Anina Hutter · Nino Schurter | Włochy · Luca Braidot · Marco Betteo · Martina Berta · Valentina Corvi · Giada Specia · Simone Avondetto | Stany Zjednoczone · Christopher Blevins · Cayden Parker · Madigan Munro · Bailey Cioppa · Haley Batten · Riley Amos | [ 7 ]  |
| mężczyźni do lat 23   | Simone Avondetto                                                                                                | Mathis Azzaro                                                                                            | Luca Schätti | [ 8 ]  |
| kobiety do lat 23     | Line Burquier                                                                                                   | Puck Pieterse                                                                                            | Sofie Pedersen | [ 9 ]  |
| juniorzy              | Paul Schehl | Jan Christen                                                                                             | Paul Magnier | [ 10 ] |
| juniorki              | Monique Halter                                                                                                  | Lea Huber                                                                                                | Natalia Grzegorzewska                                                                                               | [ 11 ] |
| Zjazd                 | | | |        |
| mężczyźni elita       | Loïc Bruni | Amaury Pierron                                                                                           | Loris Vergier | [ 12 ] |
| kobiety elita         | Valentina Höll                                                                                                  | Nina Hoffmann                                                                                            | Myriam Nicole | [ 13 ] |
| juniorzy              | Jordan Williams                                                                                                 | Remy Meier-Smith                                                                                         | Davide Cappello | [ 14 ] |
| juniorki              | Jenna Hastings                                                                                                  | Gracey Hemstreet                                                                                         | Valentina Roa Sánchez                                                                                               | [ 15 ] |

## Tabela medalowa
| Miejsce | Państwo           | Złoto | Srebro | Brąz | Razem |
| ------- | ----------------- | ----- | ------ | ---- | ----- |
| 1.      | Francja           | 5     | 4      | 3    | 12    |
| 2.      | Szwajcaria        | 4     | 5      | 4    | 13    |
| 3.      | Nowa Zelandia     | 2     | 0      | 0    | 2     |
| 4.      | Włochy            | 1     | 1      | 2    | 4     |
| 5.      | Niemcy            | 1     | 1      | 0    | 2     |
| 6.      | Austria           | 1     | 0      | 0    | 1     |
| 6.      | Wielka Brytania   | 1     | 0      | 0    | 1     |
| 8.      | Australia         | 0     | 1      | 0    | 1     |
| 8.      | Hiszpania         | 0     | 1      | 0    | 1     |
| 8.      | Holandia          | 0     | 1      | 0    | 1     |
| 8.      | Kanada            | 0     | 1      | 0    | 1     |
| 12.     | Stany Zjednoczone | 0     | 0      | 3    | 3     |
| 13.     | Dania             | 0     | 0      | 1    | 1     |
| 13.     | Kolumbia          | 0     | 0      | 1    | 1     |
| 13.     | Polska            | 0     | 0      | 1    | 1     |